# خربزه (سرده)
خربزه، خیار (در متون طب سنتی بطیخ) (نام علمی: Cucumis) نام یک سرده از تیره کدوییان است.